# Sancho de Castilla (1181)

Escudo del reino de Castilla.

Sancho de Castilla (5 de abril de 1181-26 de julio de 1181). Infante de Castilla, fue hijo de Alfonso VIII de Castilla y de su esposa, la reina Leonor de Plantagenet.

## Orígenes familiares
Hijo de Alfonso VIII de Castilla y de su esposa, la reina Leonor de Plantagenet, sus abuelos paternos fueron los reyes Sancho III de Castilla y su esposa Blanca Garcés de Navarra, hija del rey García Ramírez de Navarra, y los maternos el rey Enrique II de Inglaterra y la reina Leonor de Aquitania. Fueron sus hermanos, entre otros, el rey Enrique I de Castilla y la reina Berenguela de Castilla, madre de Fernando III de Castilla, rey de Castilla y León.

## Biografía
El infante Sancho nació el 5 de abril de 1181, y, por su condición de primogénito varón, fue proclamado heredero del trono, siendo juramentado como tal. No obstante, falleció el 26 de julio de 1181, sin haber cumplido un año de edad.

## Sepultura

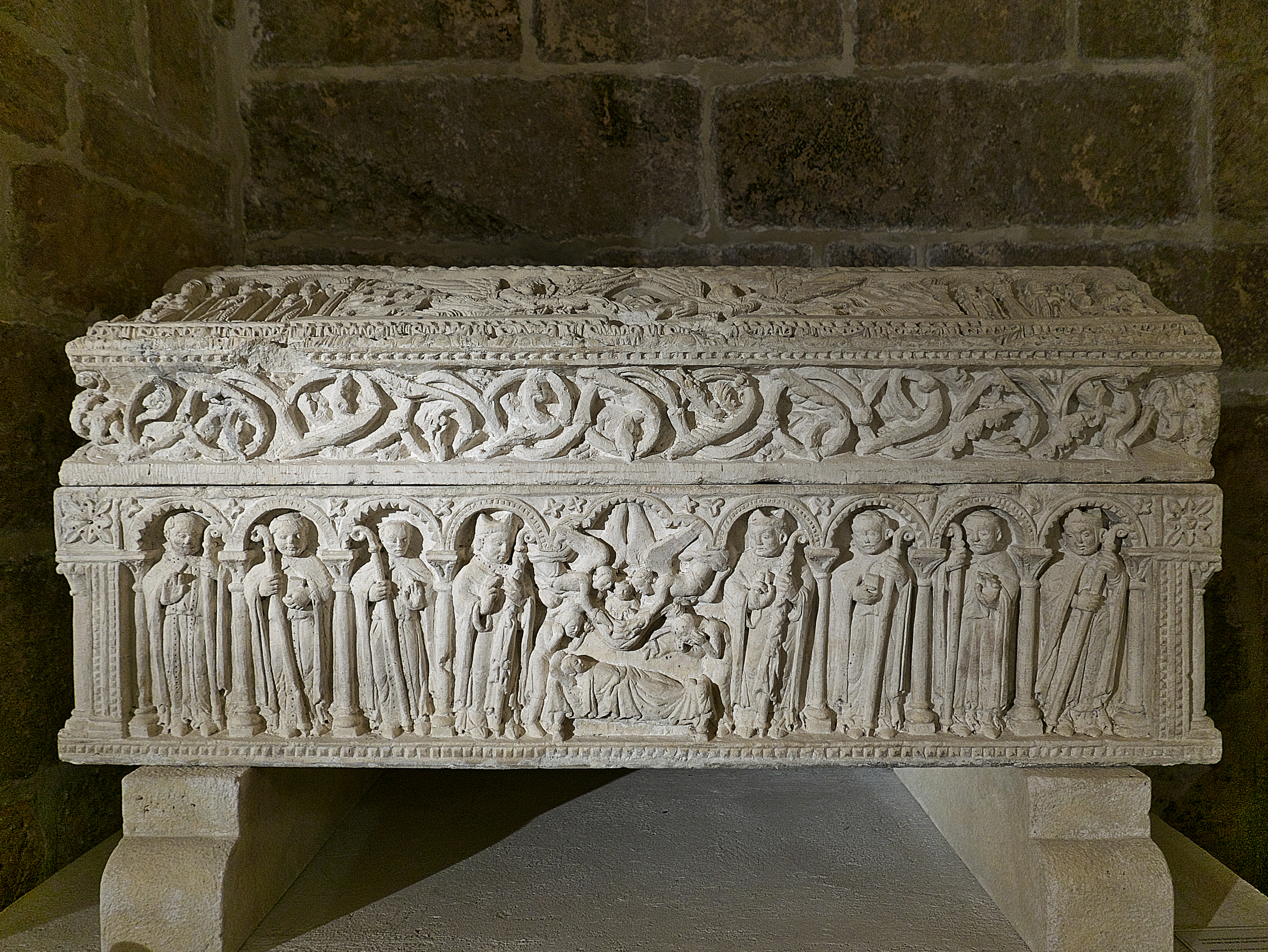
Sepulcro en la Catedral de Burgos

Después de su defunción, recibió sepultura en el Monasterio de Santa María la Real de Las Huelgas, anterior al actual de estilo gótico en la ciudad de Burgos, que había sido fundado por su padre el rey Alfonso VIII.
Durante la exploración del Monasterio de las Huelgas llevada a cabo a mediados del siglo XX se comprobó que la momia del infante Sancho yacía en su sepulcro, desnuda y descansando sobre un lecho de yerbas. Su ataúd de madera, que medía 0´88 metros de largo, se hallaba forrado de brocado árabe y una cruz del mismo material sobre la tapa.
Según otra teoría, el infante fue sepultado en la catedral románica de Burgos y, una vez levantada la catedral gótica, su sepulcro estuvo depositado en la Capilla mayor, en la capilla de San Enrique y en la capilla de San Nicolás, por ese orden. Actualmente su sarcófago se expone en el claustro bajo de la catedral de Burgos con la leyenda: «Sarcófago románico del Infante Don Sancho, hijo Alfonso VIII,  RIP 1180. Procede de la catedral románica del s. XII».